# Уряд М'янми
Уряд М'янми — вищий орган виконавчої влади М'янми.

## Голова уряду
- Державний канцлер М'янми — Аунг Санг Суу Кий (англ. Aung San Suu Kyi).

## Кабінет міністрів
Склад чинного уряду подано станом на 28 липня 2016 року.
| Логотип | Міністерство                                                        | Міністр                              | Фото | Час на посаді | Час на посаді | Партія | Партія | Вебсайт |
| ------- | ------------------------------------------------------------------- | ------------------------------------ | --- | ------------- | ------------- | ------ | ------ | ------- |
|         | Міністерство будівництва                                            | Він Кхаїнг (Win Khaing)              | |               |               |        |        |         |
|         | Міністерство внутрішніх справ                                       | Киав Све (Kyaw Swe)                  | |               |               |        |        |         |
|         | Міністерство готелів і туризму                                      | Он Маунг (Ohn Maung)                 | Ohn Maung, Minister of Hotels and Tourism of Myanmar at the ASEAN Tourism Forum 2019 in Ha Long Bay, Viet Nam; organised by TTG Events, Singapore |               |               |        |        |         |
|         | Міністерство державного кордону                                     | Иє Аунг (Ye Aung)                    | |               |               |        |        |         |
|         | Міністерство енергетики                                             | Пе Зін Тун (Pe Zin Tun)              | |               |               |        |        |         |
|         | Міністерство закордонних справ                                      | Аунг Санг Суу Кий (Aung San Suu Kyi) | |               |               |        |        |         |
|         | Міністерство імміграції та народонаселення                          | Кхін Ий (Khin Yi)                    | |               |               |        |        |         |
|         | Міністерство інформації                                             | Пе Мийнт (Pe Myint)                  | |               |               |        |        |         |
|         | Міністерство оборони                                                | Сейн Він (Sein Win)                  | |               |               |        |        |         |
|         | Міністерство освіти                                                 | Мио Тейн Гуй (Myo Thein Gyi)         | |               |               |        |        |         |
|         | Міністерство охорони здоров'я                                       | Мийнт Хтве (Myint Htwe)              | |               |               |        |        |         |
|         | Міністерство планування і фінансів                                  | Киав Він (Kyaw Win)                  | |               |               |        |        |         |
|         | Міністерство праці, імміграції та народонаселення                   | Тейн Све (Thein Swe)                 | |               |               |        |        |         |
|         | Міністерство природних ресурсів і охорони навколишнього середовища  | Он Він (Ohn Win)                     | |               |               |        |        |         |
|         | Міністерство промисловості                                          | Кхін Маунг Чо (Khin Maung Cho)       | |               |               |        |        |         |
|         | Міністерство соціального забезпечення та переселення                | Він Миат Аие (Win Myat Aye)          | |               |               |        |        |         |
|         | Міністерство сільського господарства, розведення худоби та іригації | Аунг Тху (Aung Thu)                  | |               |               |        |        |         |
|         | Міністерство торгівлі                                               | Тхан Мийнт (Than Myint)              | |               |               |        |        |         |
|         | Міністерство транспорту і зв'язку                                   | Тхант Сін Маунг (Thant Sin Maung)    | |               |               |        |        |         |
|         | Міністерство у справах національностей                              | Найнг Тхет Лвін (Naing Thet Lwin)    | |               |               |        |        |         |
|         | Міністерство у справах релігії та культури                          | Аунг Ко (Aung Ko)                    | |               |               |        |        |         |